# Perrouse
Perrouse – miejscowość i gmina we Francji, w regionie Burgundia-Franche-Comté, w departamencie Górna Saona.
Według danych na rok 1990 gminę zamieszkiwały 154 osoby, a gęstość zaludnienia wynosiła 35 osób/km² (wśród 1786 gmin Franche-Comté Perrouse plasuje się na 590. miejscu pod względem liczby ludności, natomiast pod względem powierzchni na miejscu 851.).